# میراندا پریسلی
میراندا پریسلی (انگلیسی: Miranda Priestly) (متولد ۲۵ اکتبر، ۱۹۴۹) شخصیتی است در رمان لورن ویزبرگر به نام شیطان پرادا می‌پوشد، که در اقتباس سینمایی آن مریل استریپ به ایفای این نقش پرداخت.
میراندا سردبیر مجله مد ران‌وی در نیویورک است و با شخصیت و رفتار سرد، خشک، جدی، مغرور و خودمحور و نفوذ و قدرت بالا در دنیای مد شناخته می‌شود.
شخصیت پردازی، دیالوگ‌ها و طراحی لباس فیلم تاثیر قابل توجهی بر فرهنگ عامه داشت و شخصیت میراندا پریسلی را که گفته می‌شود الهام گرفته از آنا وینتور سردبیر مجله وگ است را به یکی از مشهورترین شخصیت‌های سینمایی تبدیل کرد.